# چهارسو نقاشی
چهارسو نقاشی یا چهارراه نقاشی مربوط به دوره صفوی است و در اصفهان، تقاطع خیابان‌های نشاط و فلسطین و شریف واقفی و چهارباغ خواجو واقع شده و این اثر در تاریخ ۱۷ اسفند ۱۳۸۱ با شمارهٔ ثبت ۷۶۳۶ به‌عنوان یکی از آثار ملی ایران به ثبت رسیده است.
این چهارسو در گذشته دارای سقف بوده که با نقاشی تزیین شده بوده است. متأسفانه در تعریض خیابان در دهه سی شمسی، سقف و بیشتر حاشیه‌های تاریخی این اثر ویران گردیده است.